# Nicolas de Besse
Nicolas de Besse (Limousin, c. 1322 - Roma, 5 de novembro de 1369) foi um cardeal francês da Igreja Católica, foi cardeal protodiácono e bispo eleito de Limoges, onde não chegou a tomar posse.

## Biografia
Nascido na região da Diocese de Limoges, em cerca de 1322, era filho de Jacques de Besse, seigneur de Bellafaye e Dauphine Roger, irmã de Pierre Roger de Beaufort, o Velho, que mais tarde seria eleito como Papa Clemente VI.
Estudou direito e foi professor de direito na Universidade de Orléans.
Ele era cônego da Igreja de Paris em 1343. Foi arquidiácono de Ponthieu na diocese de Amiens, embora tenha sido ordenado apenas em ordens menores. Foi também capelão e comensal de seu tio, no Palácio dos Papas de Avinhão.
Em 1343, Nicolas também foi nomeado arquidiácono de Condroz. Ele também é mencionado, em 1351, como arquidiácono de Colônia. Em 27 de agosto de 1343, a sua eleição para o Bispado de Limoges foi confirmada pelo Papa Clemente VI. Ele tinha apenas vinte e um anos. Ele nunca foi consagrado bispo. Seu sucessor foi confirmado em 28 de fevereiro de 1344.
Como Bispo de Limoges, Nicolau esteve presente na Corte Papal em Avinhão em 16 de janeiro de 1344, quando Luís IV, o Bávaro, jurou fidelidade ao Papa Clemente VI.

## Cardeal
Foi criado cardeal-diácono de Santa Maria em Via Lata por seu tio no Consistório de 19 de maio de 1344. Ele era, no entanto, habitualmente chamado de Lemoviciensis, o Cardeal de Limoges. Em 2 de dezembro de 1344, o novo Cardeal esteve presente num Consistório no qual o Papa emitiu uma bula a favor da Abadia de Jumièges. Quatorze cardeais subscreveram, incluindo o cardeal de Besse. O documento original sobreviveu, assim como sua assinatura autografada.
Em 1362, o cardeal Nicolas de Besse juntou-se aos cardeais Guy de Boulogne e Pierre de Beaufort em um esforço para chegar a um acordo em uma disputa entre o conde de Armagnac e o visconde de Turenne a respeito dos baronatos de Pertuis, Meyrargues, Sederon e Les Pennes. Alegou-se que foram ocupados ilegalmente pelo Visconde, que alegou tê-los recebido do rei Luís e da rainha Joana de Nápoles, o conde e a condessa da Provença. Os três cardeais foram escolhidos porque eram “pais e amigos dos dois partidos”. Um acordo financeiro foi acertado, mas não fez nada para impedir a violência e o espírito aquisitivo do Visconde.
Foi nomeado Protetor da Ordem dos Frades Menores (1366-1369), em sucessão ao Cardeal Hélie de Talleyrand-Périgord. Em 1367 esteve presente em Assis para o Capítulo Geral dos Franciscanos, inaugurado em 6 de junho, no qual o Frei Tomás de Frignano foi eleito Ministro-geral.
O Papa Urbano V finalmente concordou com as exigências de todas as direções para que ele retornasse a Roma. Em 20 de maio de 1367, ele e a Corte Papal partiram de Marselha para a Itália. Apenas cinco cardeais não acompanharam o Papa na sua viagem, sendo que o Cardeal de Limoges foi um desses cinco. No dia 23 de maio aos partidários estavam em Gênova e no dia 1 de junho, em Pisa. A comitiva parou em Viterbo enquanto o Papa Urbano transportava o corpo do seu falecido amigo, o cardeal Gil Álvares de Albornoz, falecido no dia 24 de agosto, para Assis, onde desejava ser sepultado na Basílica de São Francisco de Assis. No sábado, 16 de outubro de 1367, houve novamente um Papa em Roma, e Urbano permaneceu lá até 11 de maio de 1368. Em 31 de outubro de 1367, o Papa consagrou o Cardeal Guillaume d'Aigrefeuille como Bispo de Sabina, e foi observado que essa foi a primeira vez desde Bonifácio VIII (1295-1303) que um Papa celebrou uma missa no altar-mor da Basílica de São Pedro. O Imperador Carlos IV fez uma visita à Itália em 1368, e, no Dia de Todos os Santos, 1 de novembro de 1368, o Papa coroou a Imperatriz Isabel na Basílica de São Pedro. O Cardeal Nicolas provavelmente esteve presente em todos esses eventos.
Em abril de 1368, torna-se o Cardeal protodiácono.
O Cardeal de Besse esteve em Roma junto com o Papa Urbano no outono de 1369, e foi designado como um dos Cardeais que testemunharia a assinatura da profissão de fé do Imperador João VI Cantacuzeno. As cerimônias aconteceram na Basílica de São Pedro, na presença do Papa, no dia 22 de outubro.
Morreu em Roma em 5 de novembro de 1369, duas semanas após a profissão do imperador. Seu corpo foi repatriado para a França e foi sepultado na Catedral de Limoges, na Capela de Saint Marie-Madaleine, mais tarde chamada de Capela de Saint Maurice.

### Conclaves
- Conclave de 1352 - participou da eleição do Papa Inocêncio VI
- Conclave de 1362 - participou da eleição do Papa Urbano V